# Iwa Iwanowa
Iwa Iwanowa (bulgarisch Ива Иванова; * 9. September 2006) ist eine bulgarische Tennisspielerin.

## Karriere
Iwanowa spielt hauptsächlich auf der ITF Women’s World Tennis Tour, wo sie bisher einen Turniersieg im Doppel erringen konnte.

## Turniersiege

### Doppel
| Nr. | Datum         | Turnier  | Kategorie | Belag | Partnerin | Finalgegnerinnen                      | Ergebnis         |
| --- | ------------- | -------- | --------- | ----- | --------- | ------------------------------------- | ---------------- |
| 1.  | 22. Juni 2024 | Bukarest | ITF W15   | Sand  | Mia Slama | Diana Maria Mihail Patricia Maria Țig | 4:6, 6:2, [10:4] |

## Karrierestatistik und Turnierbilanz

### Juniorinneneinzel
| Turnier         | 2023 | 2024 | Karriere |
| --------------- | ---- | ---- | -------- |
| Australian Open | —    | HF   | HF       |
| French Open     | AF   | 2    | AF       |
| Wimbledon       | 1    | AF   | AF       |
| US Open         | 1    | 2    | 2        |

Zeichenerklärung: S = Turniersieg; F, HF, VF, AF = Einzug ins Finale / Halbfinale / Viertelfinale / Achtelfinale; 1, 2, 3 = Ausscheiden in der 1. / 2. / 3. Hauptrunde; nicht ausgetragen

### Juniorinnendoppel
| Turnier         | 2023 | 2024 | Karriere |
| --------------- | ---- | ---- | -------- |
| Australian Open | —    | —    | —        |
| French Open     | AF   | 1    | AF       |
| Wimbledon       | AF   | VF   | VF       |
| US Open         | AF   | VF   | VF       |

Zeichenerklärung: S = Turniersieg; F, HF, VF, AF = Einzug ins Finale / Halbfinale / Viertelfinale / Achtelfinale; 1, 2, 3 = Ausscheiden in der 1. / 2. / 3. Hauptrunde; nicht ausgetragen